# Barykada (pismo)
Barykada – pismo wydawane w okresie X.1983 – VI.1989 przez Tymczasową Komisję Terenową NSZZ „Solidarność” w Pionkach i drukowane przez podziemną pionkowską Drukarnię Polową im. Jacka Jerza. Podtytuł w nagłówku każdego z wydanych numerów brzmiał „Pismo Ruchu Oporu «Solidarność» Pionki – Drukarnia Polowa im. Jacka Jerza”.
Łącznie przez blisko 6 lat ukazało się 58 numerów pisma o objętości 12 stron formatu A4 (od numeru 52. w formacie A5), tworzonych na maszynie z odręcznymi rycinami, drukowanych na powielaczu spirytusowym lub białkowym. Pismo wychodziło nieregularnie i posiadało nieciągłą numerację.
Pierwsze numery pisma wydrukowano na plebanii parafii św. Barbary w Pionkach, a kolejne w prywatnych domach i mieszkaniach na terenie Pionek i okolic. W skład redakcji wchodzili: ks. Stanisław Sikorski (główny redaktor), Józef Mąkosa, Konrad Sałagan (pomysłodawca tytułu), ks. Jerzy Dziułka. W drukowaniu pisma uczestniczyła rodzina Siniorów. Zamieszczano artykuły o tematyce społeczno-politycznej i historycznej. Pismo kolportowane było na terenie województwa radomskiego, głównie w Kozienicach, Pionkach, Radomiu, Zwoleniu.